# Llista de colls del País Valencià

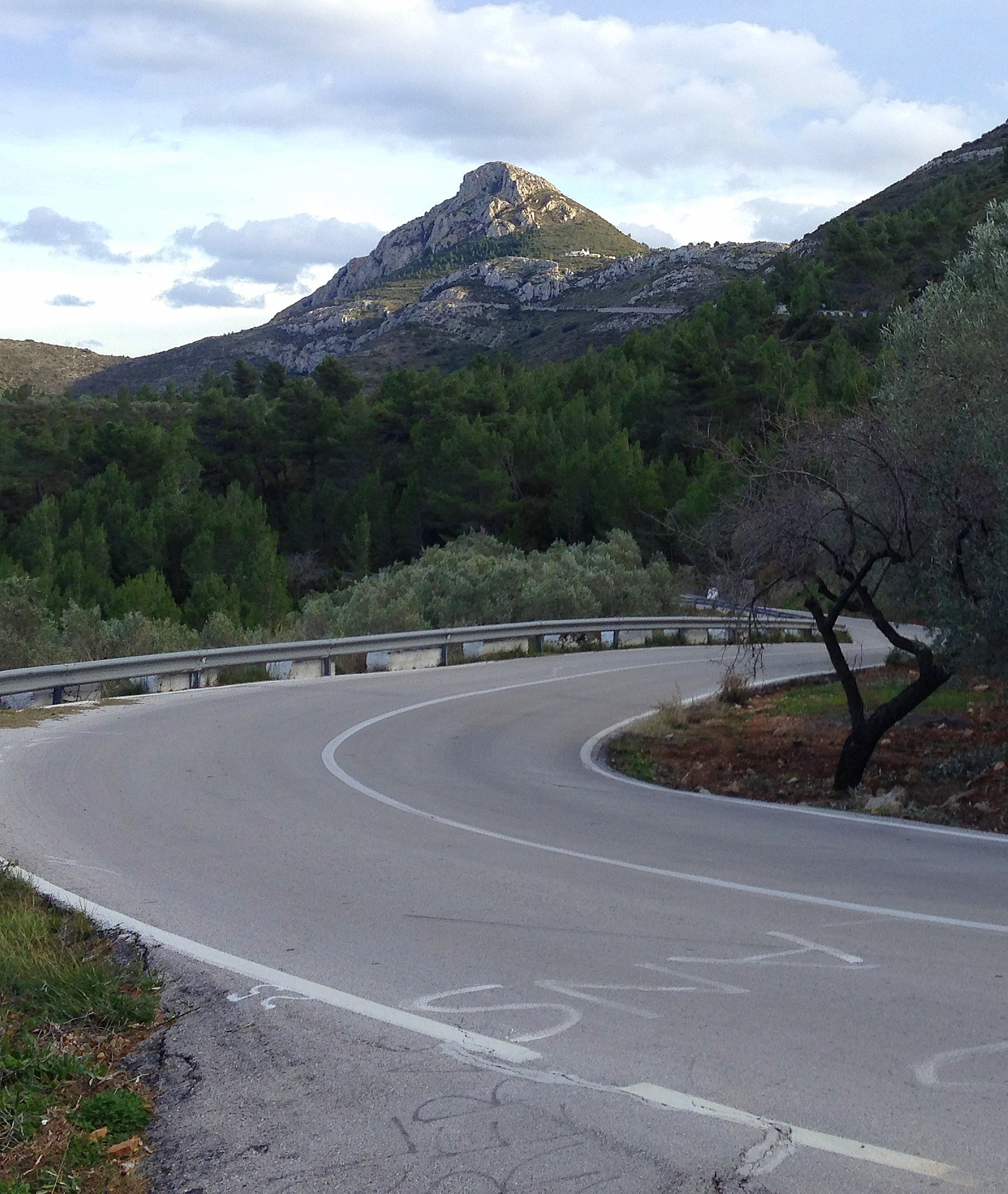
Coll de Rates

Un coll o collada és una depressió que es troba entre dos cims.

## Colls principals[2]
| Nom                                                     | Altitud (m) | desnivell mitjà | pendent màxim | Coef. APM+ | Categoria | Foto |
| ------------------------------------------------------- | ----------- | --------------- | ------------- | ---------- | --------- | ---- |
| Coll d'Alba                                             |             |                 |               |            |           |      |
| Port d'Albaida (per Muro d'Alcoi)                       | 592         | 3.60%           | 15%           | 34         |           |      |
| Port d'Alcubles (des de Casinos)                        | 754         | 3.53%           | 11%           | 68         | 3ª        |      |
| Port de Barx (des de Simat de la Valldigna)             | 321         | 5.56%           | 17%           | 42         | 3ª        |      |
| Port de Benifallim                                      |             |                 |               |            |           |      |
| Port de Benigànim                                       | 295         |                 |               |            |           |      |
| Coll de Benissili (Serra Gallinera)                     |             |                 |               |            |           |      |
| Port de Biar                                            |             |                 |               |            |           |      |
| Port de Bixquert                                        |             |                 |               |            |           |      |
| Port del Bovalar (per Cinctorres)                       | 1236        | 6.7%            |               | 12.8       |           |      |
| Port del Bovalar (per La Cuba)                          | 1236        | 3.5%            |               | 72         |           |      |
| Cinto de la Cabra                                       | 966         | 6.57%           | 17%           | 78         | 2ª        |      |
| Port de les Cabrelles (des de Portell de Morella)       | 1320        | 3.27%           |               | 34         | 3ª        |      |
| Port de Càrcer                                          |             |                 |               |            |           |      |
| Coll dels Caragols                                      |             |                 |               |            |           |      |
| Coll de la Carrasqueta (des de Xixona)                  | 1013        | 4.69%           | 17%           | 87         | 2ª        |      |
| Coll de Confrides                                       |             |                 |               |            |           |      |
| Coll de la Creu de Cofrents                             |             |                 |               |            |           |      |
| Coll de l'estret d'Aielo                                |             |                 |               |            |           |      |
| Port de Fuente Real (des de Dosaigües)                  | 620         | 2.93%           | 7%            | 32         | 3ª        |      |
| Port del Garbí (des d'Estivella)                        | 598         | 8.88%           | 17%           | 149        | 2ª        |      |
| Port del Garbí (des d'Albalat dels Tarongers)           | 598         | 5.96%           | 21%           | 148        | 2ª        |      |
| Port de Losilla (Aras de los Olmos)                     | 1064        | 5%              | 16.7%         | 175        |           |      |
| Coll del Llamp                                          | 928         |                 |               |            |           |      |
| Coll de Llautó                                          |             |                 |               |            |           |      |
| Alt de la Mataparda (des de l'embassament de Benaixeve) | 850         | 5.3%            | 9.2%          |            | 4ª        |      |
| Alt de la Mataparda (des de la CV-35 per Toixa)         | 850         | 2.6%            | 8%            | 120        | 5ª        |      |
| Port de la Mola de Dosaigües (des de Dosaigües)         | 641         | 3.5%            | 7%            | 36         | 3ª        |      |
| Alt de la Montalbana                                    | 927         |                 |               |            |           |      |
| Port de l'Olleria                                       |             |                 |               |            |           |      |
| Port de l'Oronet des del Totxar (Torres Torres)         | 493         | 5%              | 9%            | 45         | 4ª        |      |
| Port de l'Oronet (des de Nàquera)                       | 493         | 3.75%           | 10%           | 46         | 4ª        |      |
| Port de Peregrí des d'Aiora                             | 1071        | 3.8%            | 9%            | 79         | 3ª        |      |
| Port de Peregrí des d'Énguera                           | 1071        | 2.3%            | 7%            | 140        |           |      |
| Port de Peregrí des de Moixent                          | 1071        | 2.1%            | 8.1%          | 182        |           |      |
| Alt del Pi, Les Antenes (des del port de l'Oronet)      | 726         | 4.4%            | 17.5%         | 83         | 2ª        |      |
| Port de Querol (des de Vallivana)                       | 1080        | 4.12%           |               | 47         | 3ª        |      |
| Coll de Rates (des de Parcent)                          | 633         | 5.05%           | 17%           | 55         | 3ª        |      |
| Coll de Sant Pere (Castellfort)                         | 1270        | 5.19%           | 6%            | 38         |           |      |
| Port de Santa Àgueda (des de Vallibona)                 | 1162        | 4.7%            |               |            |           |      |
| Port del Seguró (1.027 m)                               | 1027        |                 |               |            |           |      |
| Port de Torremiró (des de Morella)                      | 1248        | 4.4%            |               |            |           |      |
| Port de Torremiró (des d'Herbers)                       | 1248        | 3.7%            |               |            |           |      |
| Port de Tudons                                          | 1024        |                 |               |            |           |      |
| Portitxol de la Valldigna                               |             |                 |               |            |           |      |
| Coll del Vidre (des d'Atzeneta del Maestrat)            | 1056        | 3.46%           | 9%            | 164        |           |      |
| Port de Villores (Villores)                             | 963         |                 |               |            |           |      |
| Coll de Torrella                                        |             |                 |               |            |           |      |
| Port de la Xufa (des de l'embassament de Forata)        | 609         | 3.65%           | 7%            | 33         | 3ª        |      |